# Michel Stolker
Michel Stolker   (Utrecht, 29 de setembre de 1933 - Etten-Leur, 28 de maig de 2018) va ser un ciclista neerlandès, que fou professional entre 1956 i 1966. En el seu palmarès destaquen les victòries en una etapa del Giro d'Itàlia de 1956 i en una de la Volta a Espanya de 1964.

## Palmarès
- 1953
  - 1r a la Ronde van Overijssel
- 1955
  - 1r a la Ronde van Overijssel
  - 1r a la Volta a Limburg
  - 1r a la Ronde van Midden-Brabant
- 1956
  - Vencedor d'una etapa al Giro d'Itàlia
  - Vencedor d'una etapa a la Volta a Luxemburg
- 1960
  - 1r al Circuit d'Houtland
- 1961
  - 1r del Tour de Pircardia i vencedor d'una etapa
- 1962
  - 1r al Gran Premi del Midi Libre i vencedor d'una etapa
- 1963
  - 1r a Polder-Kempen
- 1964
  - Vencedor d'una etapa a la Volta a Espanya
  - Vencedor d'una etapa a la Volta a Andalusia

### Resultats al Tour de França
- 1956. Abandona (19a etapa)
- 1957. 44è de la classificació general
- 1962. 33è de la classificació general

### Resultats a la Volta a Espanya
- 1958. Abandona (15a etapa)
- 1962. 7è de la classificació general
- 1964. Abandona. Vencedor d'una etapa

### Resultats al Giro d'Itàlia
- 1956. 36è de la classificació general. Vencedor d'una etapa
- 1960. 53è de la classificació general
- 1961. 37è de la classificació general